# Кукурузный дворец
Кукурузный дворец (англ. Corn Palace, англ. Mitchell Corn Palace) — многофункциональная арена, здание, расположенное в городе Митчелл, Южная Дакота, США. Выполнено в неомавританском стиле и украшено произведениями crop art'а («искусство урожая»): фрески и узоры, покрывающие стены сделаны из кукурузы и других зерновых культур. Дизайн обновляется ежегодно в соответствии с выбранной тематикой. Кукурузный дворец популярен среди туристов и ежегодно его посещает около 500 тысяч туристов.
Кукурузный дворец служит площадкой для проведения концертов, спортивных мероприятий, выставок и других общественных событий. Ежегодно в Митчелле проводится фестиваль в честь Кукурузного дворца — Corn Palace Festival. Изначально время его проведения совпадало со сбором урожая в сентябре, но недавно его перенесли на конец августа.
Здание построили в 1892 году, затем дважды перестраивали в 1905 и 1921 годах, а в 1937 году пристроили луковичные главы и мавританские минареты, завершив его окончательный облик.